# Ulica Rozbrat w Warszawie
Ulica Rozbrat – ulica w warszawskiej dzielnicy Śródmieście.

## Opis
Ulica stanowiła odgałęzienie biegnącej wąwozem ulicy Książęcej. Była drogą łączącą rezydencję Kazimierza Poniatowskiego z Łazienkami, należącymi do jego młodszego brata Stanisława Augusta.
Pierwsze budynki powstały w połowie XVIII wieku, a obecną nazwę nadano jej w 1770. Najprawdopodobniej odzwierciedla ona topograficzny układ dwóch rozchodzących się ulic, chociaż niektórzy autorzy tłumaczą jej pochodzenie istniejącą tam karczmą Rozbrat.
W latach 1936–1939 pod nr 44a mieściła się Wyższa Szkoła Dziennikarska (WSD), przeniesiona tam z budynku Gimnazjum im. Mikołaja Reja przy placu Małachowskiego.
24 września 1943 na rogu ulic Dmochowskiego i Rozbrat żołnierze drugiego plutonu Agatu dokonali udanego zamachu na zastępcę komendanta Gęsiówki SS-Hauptscharführera Augusta Kretschmanna.
Do 2012 w budynku dawnej Wyższej Szkoły Dziennikarskiej mieściła się Rada Krajowa Sojuszu Lewicy Demokratycznej, wcześniej komórki KC PZPR, m.in. Centralna Szkoła Partyjna PZPR (1954–1955). W 2011 należący do SLD kompleks trzech budynków (budynku WSD, dawnego hotelu „Powiśle” oraz wolnostojącego pawilonu) został sprzedany przez partię spółce deweloperskiej. Budynek WSD został zburzony w 2023 roku.

## Inne informacje
- W komedii Stanisława Barei Mąż swojej żony przy ul. Rozbrat 55 mieszkają kompozytor Michał Karcz i jego żona – mistrzyni lekkoatletyczna Jadwiga Fołtasiówna[9].
- Do 2010, kiedy to para prezydencka przeprowadziła się do Belwederu, na pierwszym piętrze zabytkowej kamienicy nr 32 mieszkał Bronisław Komorowski wraz z rodziną[10]. W 1939 pod numerem 32 mieszkał ppłk inż. Zygmunt Karaffa-Kraeuterkraft[11].

## Ważniejsze obiekty
- Samodzielny Publiczny Szpital Kliniczny im. prof. Witolda Orłowskiego
- Park Marszałka Edwarda Rydza-Śmigłego
- Budynek Zespołu Szkół nr 23 w Warszawie
- II Liceum Ogólnokształcące z Oddziałami Dwujęzycznymi im. Stefana Batorego